# Gumaga orientalis
Gumaga orientalis is een schietmot uit de familie Sericostomatidae. De soort komt voor in het Oriëntaals en het Palearctisch gebied.